# Idriss Saadi
Idriss Saadi (Valence, 8 febbraio 1992) è un calciatore francese naturalizzato algerino, attaccante dell'Andrézieux.

## Carriera

### Club
Con il Saint-Étienne ha giocato in Ligue 1 e in Europa League.
Il 5 luglio 2019 viene acquistato dal Cercle Bruges.

### Nazionale
Saadi ha fatto parte delle nazionali giovanili francesi dall'Under-16 all'Under-19 comprese. Con l'Under-19 ha giocato 2 partite nelle qualificazioni agli Europei di categoria del 2011.
Il 6 giugno 2017 esordisce con la nazionale algerina nell'amichevole vinta per 2-1 contro la Guinea.

## Palmarès

### Competizioni nazionali
- Coppa di Lega francese: 1

Strasburgo: 2018-2019